# 카를 7세
카를 7세(Karl VII, 1697년 - 1745년)는 바이에른 선제후(재위: 1726-1745)이자 신성 로마 제국 황제 및 독일 왕 또는 로마 왕(재위: 1742-1745), 보헤미아의 왕(재위:1741-1743)이다. 마리아 테레지아의 잠재적 경쟁자였으며, 요제프 1세의 딸 마리아 아말리아의 남편이기도 하다.

## 생애
카를 알브레히트(Karl Albrecht)는 1697년 바이에른 선제후 막시밀리안 2세와 폴란드-리투아니아의 왕 얀 3세 소비에스키의 딸 테레사 쿠네군다 소비에스카의 아들로 태어났다. 자라서 스페인 왕위계승전쟁에 참여하였으며, 1726년 아버지가 죽자 선제후의 자리를 물려받았다. 1713년의 국본조칙에 이의를 표하지 않았으나 1740년 황제 카를이 죽자 장녀 마리아 테레지아의 제위 계승에 반대하여 프랑스 편에 섰으며 1742년 황제가 되었다.
오스트리아 계승 전쟁에 있어서 5대조모가 황제 막시밀리안 1세의 후손인 점과 전임 황제 요제프 1세의 딸 마리아 아말리아의 부군인 점을 들어 계승권을 주장하였고, 전쟁 시에는 프로이센의 프리드리히 2세를 지원하였다. 명목상 황제였으나 황제로서의 실권은 이미 실추되어 있었고, 1743년에는 오스트리아의 마리아 테레지아에게 보헤미아를 양도하였다.
그러나 1745년에 사망했고 그의 사망 이후 마리아 테레지아의 부군 프란츠 스테판 폰 로트링겐에게 제위가 돌아갔다.

## 자녀
그는 마리아 아말리아의 사이에서 7명의 자식을 얻었다.
- 막시밀리안(1723년)
- 마리아 안토니아(1724년 7월 18일 - 1780년 4월 23일) 작센 선제후 프리드리히 크리스티안과 결혼
- 테레제 베네딕타(1725년 12월 6일 - 1743년 3월 29일)
- 막시밀리안 3세(1727년 3월 28일 - 1777년 12월 30일)
- 루트비히 레오(1728년 8월 25일 - 1733년 12월 2일)
- 마리아 안나(1734년 8월 7일 - 1776년 5월 7일) 바덴 후작 루트비히 게오르그와 결혼
- 마리아 요제파(1739년 4월 30일 - 1767년 5월 28일) 신성 로마 제국의 요제프 2세의 황후

## 같이 보기
- 오스트리아 왕위 계승 전쟁
- 바이에른 왕위 계승 전쟁